# Héctor Varela (músico)
Héctor Varela (Buenos Aires, Argentina, 29 de enero de 1914 - ibídem, 30 de enero de 1987) fue un director de orquesta, compositor y bandoneonista argentino.

## Biografía
Nacido con el nombre de Salustiano Paco Varela en Avellaneda, provincia de Buenos Aires, creció junto a su familia de clase media que pudo costearle sus estudios universitarios. Para darle el gusto a sus padres se recibió de contador público, profesión que nunca ejerció, pero que su madre solía mencionar cada vez que le preguntaban algo sobre su hijo.
Los estudios que más les importaban a Varela fueron los que realizó en el Conservatorio del maestro Eladio Blanco, quien supo compartir, posteriormente, escenario con la orquesta de D'Arienzo.

## Carrera
Apodado el "As del tango", debutó en 1929 con sólo 16 años en la orquesta de Salvador Grupillo, para luego de un tiempo irse a la orquesta de Alberto Gambino, lo que le permitió participar del programa Chispazos de tradición.
A principios de los años 1930, Tita Merello y Libertad Lamarque, lo solicitaron, en algún momento para que la acompañasen con su bandoneón, pero en 1934 se incorpora a la orquesta de Juan D'Arienzo como primer bandoneón.
En 1935 fue convocado por Enrique Santos Discépolo para formar parte de su conjunto, que actuaba en Radio Municipal y en algunas presentaciones ocasionales en locales céntricos, de la que ya militaban Lalo Scalise, Américo Caggiano y Aníbal Troilo.
En 1939 forma su propia orquesta, para luego volver a tocar con D'Arienzo. Las personalidades de su orquesta son notables en la que se destacaban el violinista Cayetano Puglisi y el pianista Fulvio Salamanca. Con D´Arienzo estuvo unos diez años, de los que también trabajó como compositor en temas como Chichiponía, Bien polenta, Te espero en Rodríguez Peña, Salí de perdedor, Sí supieras que la extraño y Don Alfonso. Su fama junto a "el rey del compás" se consolida en las giras por el interior, las temporadas veraniegas en el Hotel Carrasco de Montevideo, las presentaciones en los clubes de barrio los fines de semana, y grandes conciertos en el Chantecler, el templo y cabaré del tango.
Vuelve a formar su orquesta en 1951 e incorpora a los cantores Armando Laborde, Rodolfo Lesica, al pianista César Zagnoli, los bandoneonista Antonio Marchese y Alberto San Miguel, y los violinistas Hugo Baralis y Mario Abramovich, dejando registros en el sello Pampa. Las presentaciones fueron eran realizadas por Cacho Fontana.
Cuando el cantor Armando Laborde abandona la orquesta se incorpora Argentino Ledesma, y forma un dúo de gran repercusión en el público, y realizó giras por Sudamérica. Con los años llegarían otros cantores como Raúl Lavié, Ernesto Herrera, Carlos Yanel, Claudio Bergé, Carlos Nogues, Jorge Rolando, Marcelo Peña, Jorge Falcon, Fernando Soler y Diego Solís. A lo largo de varias décadas, la orquesta de Varela, grabó 383 temas. Su última grabación fue con el sello Columbia con el tema Que no muera este amor, interpretado por los cantores Carlos Damián y Hugo Carrasco. Con dicha orquesta se presentó en el Marabú, Chantecler y en la radio en el Glostora Tango Club. Viajó también a Río de Janeiro con temas como Noches de Brasil, Historias de un amor y Mi corazón es un violín.
En los años 1960 y 1970, realiza presentaciones en el popular programa de tango Grandes Valores del Tango, conducido por Juan Carlos Thorry al principio, y luego por Silvio Soldán.
En 1979 hizo una participación cinematográfica en el film musical La carpa del amor, donde participaron Cacho Castaña, Tormenta, Jorge Martínez y Mónica Gonzaga.

## Autor
Algunas de las obras del repertorio de Héctor Varela fueron:
- Fumando espero
- Viejo rincón
- Fueron tres años
- Que tarde que has venido
- Silueta porteña
- Si me hablaras corazón
- Portero
- Suba y diga
- Eras como la flor
- Noches de Brasil
- Azúcar pimienta y sal
- Y todavía te quiero
- A media luz
- El destino la llevo
- Padrino pelao
- Royal Pigall
- Lilian
- Tiempos viejos
- El destino lo llevó